# Gerrit Cole
Pour les articles homonymes, voir Cole.
Gerrit Alan Cole (né le 8 septembre 1990 à Tustin, Californie, États-Unis) est un lanceur droitier des Yankees de New York de la Ligue majeure de baseball.

## Carrière

### Pirates de Pittsburgh

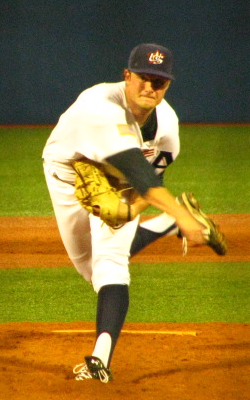
Gerrit Cole lançant en 2010 pour l'équipe des États-Unis.

Joueur des Bruins de l'Université de Californie à Los Angeles, Gerrit Cole est le premier joueur sélectionné au repêchage amateur de 2011 et est choisi par les Pirates de Pittsburgh. Le club lui accorde un boni de 8 millions de dollars US à la signature de son premier contrat professionnel. Cole avait précédemment été repêché en première ronde en 2008 par les Yankees de New York, qui en avaient fait le 28e joueur sélectionné au total mais ne l'avaient pas mis sous contrat.
En 2010, il remporte une médaille d'argent avec l'équipe nationale des États-Unis aux championnats de baseball universitaire. Dans le match de finale à Tokyo, Cole est le lanceur partant des Américains et blanchit Cuba pendant 7 manches. Il a déjà quitté le match et n'est pas impliqué dans la décision lorsque les Cubains finissent par l'emporter 4-3 pour la médaille d'or.

#### Saison 2013
Gerrit Cole fait ses débuts dans le baseball majeur comme lanceur partant des Pirates le 11 juin 2013 à Pittsburgh face aux Giants de San Francisco et remporte sa première victoire en carrière. En 19 départs en 2013, Cole cumule 10 victoires et encaisse 7 défaites. Il affiche une excellente moyenne de points mérités de 3,22 avec 100 retraits sur des prises en 117 manches et un tiers lancées. Il finit la saison régulière en force, étant nommé meilleure recrue du mois de septembre dans la Ligue nationale grâce à 4 victoires, 39 retraits sur des prises et une moyenne de points mérités de 1,69 à ses 32 dernières manches de travail.
Les Pirates envoient leur recrue dans la mêlée à deux reprises durant les éliminatoires : il effectue deux départs face aux Cardinals de Saint-Louis en Série de division. Le 4 octobre, il n'accorde qu'un point sur deux coups sûrs en 6 manches lancées pour remporter le second match de la série. On lui confie la balle pour le 5e et dernier affrontement le 9 octobre : il n'accorde que deux points mérités mais c'est tout ce dont les Cardinals ont besoin derrière le match complet de leur as lanceur Adam Wainwright pour infliger la défaite à Cole et éliminer Pittsburgh. Ce premier test en éliminatoires pour le jeune lanceur se solde donc avec un gain, un revers, et une brillante moyenne de points mérités de 2,45 et 10 retraits sur des prises contre deux buts-sur-balles accordés en 11 manches lancées.

#### Saison 2014

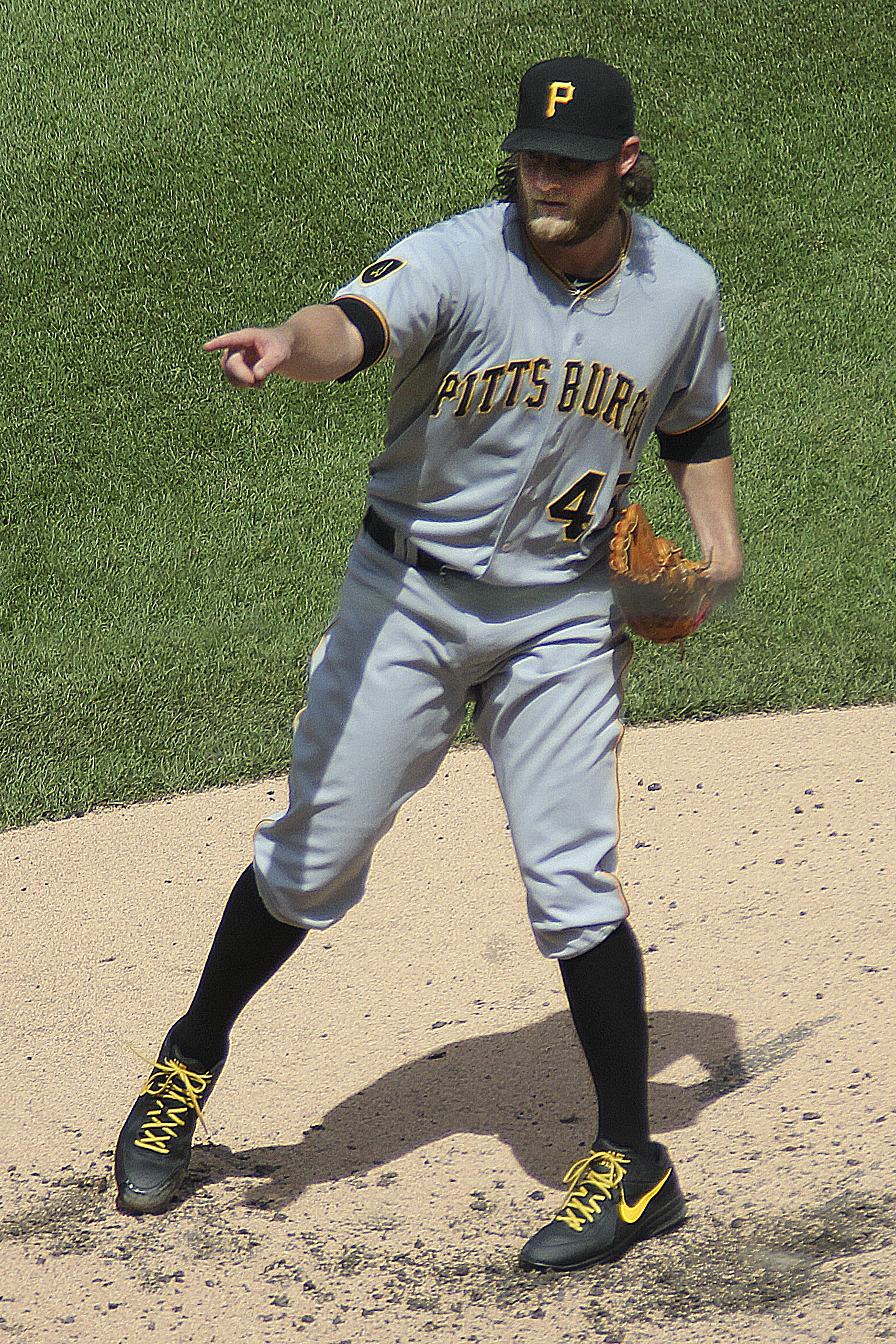
Gerrit Cole avec Pittsburgh en 2014.

En 22 départs en 2014, Cole ajoute 11 victoires contre 5 défaites et maintient une moyenne de points mérités de 3,65 en 138 manches lancées, avec 138 retraits sur des prises. Il passe du temps sur la liste des joueurs blessés en juin et juillet. Le 23 septembre, il bat les Braves d'Atlanta dans le match qui permet aux Pirates de se qualifier en séries éliminatoires pour une deuxième année de suite. Le 28 septembre suivant, les Pirates choisissent d'envoyer Cole au monticule pour le dernier match de la saison régulière contre Cincinnati, dans l'espoir de rattraper les Cardinals de Saint-Louis au premier rang de la division Centrale et d'éviter d'être forcé de disputer le match de meilleur deuxième qui lance les éliminatoires. Mais les Pirates perdent leur dernière rencontre malgré la solide performance de 12 retraits sur des prises réalisée par Cole et, privé de lui pour leur match de meilleur deuxième, ils sont éliminés par San Francisco.

#### Saison 2015
Avec 4 victoires, aucune défaite, 35 retraits sur des prises et une moyenne de points mérités de 1,76 en 30 manches et deux tiers au cours du premier mois de la saison 2015, Cole est nommé meilleur lanceur du mois d'avril dans la Ligue nationale.
Gerrit Cole est 2e de la Ligue nationale derrière Jake Arrieta des Cubs de Chicago et 3e des majeures en 2015 avec 19 victoires, contre 8 défaites. Sa moyenne de points mérités de 2,60 en 208 manches lancées lors de 32 départs est la 5e meilleure de la Nationale. Invité au match des étoiles de mi-saison, une première pour lui, il est choisi par les Pirates pour être leur lanceur partant lors du match de meilleur deuxième de la Ligue nationale qui lance pour Pittsburgh les séries éliminatoires contre Arrieta et les Cubs.
Cole termine 4e du vote désignant le vainqueur du trophée Cy Young du meilleur lanceur de la Ligue nationale en 2015.

### Astros de Houston
Le 13 janvier 2018, les Pirates de Pittsburgh échangent Gerrit Cole aux Astros de Houston contre les lanceurs droitiers Joe Musgrove et Michael Feliz, le joueur de troisième but Colin Moran et le joueur de champ extérieur des ligues mineures Jason Martin.

### Yankees de New York
Gerrit Cole rejoint les Yankees de New York pour la saison 2020 après avoir signé le 18 décembre 2019 un contrat de 9 saisons et 324 millions de dollars. C'est alors le contrat le plus généreux accordé à un lanceur, et les 36 millions de dollars qu'il reçoit annuellement est le montant le plus élevé par saison de l'histoire des majeures, devançant d'un million par an la somme consentie quelques jours plus tôt à Stephen Strasburg des Nationals de Washington.

## Vie personnelle
Gerrit Cole est marié à Amy Crawford, la sœur du joueur de baseball Brandon Crawford.